# Chūshirō Hayashi
Chūshirō Hayashi (jap. 林忠四郎 Hayashi Chūshirō; ur. 25 lipca 1920 w Kioto, zm. 28 lutego 2010 tamże) – japoński astrofizyk.

## Życiorys
W 1942 r. ukończył fizykę na Uniwersytecie Tokijskim, po czym odbył staż na Uniwersytecie Kioto w zespole Hidekiego Yukawy. Na tej uczelni uzyskał stopień doktora (w 1949 r.) i pracował tam od 1954 r. do przejścia na emeryturę w 1984 r.
W 1950 r. rozbudował teorię Alphera-Bethe-Gamowa, opisującą pierwotną nukleosyntezę.
Prowadził badania nad ewolucją gwiazd, w tym powstawaniem brązowych karłów.

## Wyróżnienia i nagrody
- Nagroda Asahi (1964)[1]
- Medal Eddingtona (1970)
- Nagroda Kioto (1995)[2]
- Bruce Medal (2004)

Nazwane jego imieniem:
- planetoida (12141) Chushayashi
- granica Hayashiego